# Нагато (провинция)
Провинция Нагато (яп. 長門国 Нагато но куни, «Страна Нагато» или 長州 Тё:сю:, «провинция Нагато») — историческая провинция Японии в округе Санъёдо на крайней западной оконечности острова Хонсю. Нагато граничила с провинциями Ивами и Суо. Соответствует западной части современной префектуры Ямагути в регионе Тюгоку.
Провинция Нагато получила своё название после переименования провинции Анато (яп. 穴門, встречалось также написание 穴戸), которая была основана в XVII веке. Хотя древней столицей Нагато был город Симоносеки, правительство обычно располагалось в городе Хаги. В конце XII века провинция Нагато стала местом боевых действий между силами кланов Тайра и Минамото. В 1185 году состоялась морская битва при Данноуре, которая положила конец существованию главной линии рода Тайра. Со временем провинция перешла во владение рода Ходзё, представители которого были фактическими правителями Камакурского сёгуната. В период Муромати (1338-1573) провинция Нагато входила в состав владений рода Оути, который фактически образовал в западной Японии независимое государство. В период Эдо (1603-1867) на территории Нагато существовал хан (феодальное владение) рода Мори, известный как хан Тёсю.
Земли Нагато славились месторождениями меди, которую посылали в столицу в качестве дани. Из меди этих земель была отлита статуя Великого Будды в храме Тодай-дзи города Нара.
Выходцами из Нагато являются такие видные политики реставрации Мэйдзи как Ито Хиробуми, Ямагата Аритомо и Кидо Такаёси, а также видные деятели антисёгунской коалиции: Ёсида Сёин, Такасуги Синсаку и Кусака Гэндзуй. Японский линкор Нагато был назван в честь этой провинции.
В результате административных реформ 1871 года в связи с административной реформой провинции Нагато и Суо были объединены в префектуру Ямагути.

## Уезды провинции Нагато
В провинцию Нагато входило 6 уездов.
| - Абу (яп. 阿武郡 Абу-гун) - Аса (яп. 厚狭郡 Аса-гун) - Минэ (яп. 美祢郡 Минэ-гун) | - Мисима (яп. 見島郡 Мисима-гун) - Оцу (яп. 大津郡 О:цу-гун) - Тоёура (яп. 豊浦郡 Тоёура-гун) |

## Ханы провинции Нагато
В Нагато существовало 3 хана.
- Тёсю (яп. 長州藩 Тё:сю:-хан, встречаются также названия Хаги (萩藩 Хаги-хан), Ямагути (山口藩 Ямагути-хан) и Суоямагути (周防山口藩 Суо:ямагути-хан))
- Тёфу (яп. 長府藩 Тё:фу-хан) — сихан (яп. 支藩), дочернее княжество хана Тёсю
- Киёсуэ (яп. 清末藩 Киёсуэ-хан) — дочернее княжество хана Тёфу

## Источник
- 『角川日本地名大辞典』全50巻. — 東京: 角川書店, 1987—1990. (Большой словарь японских топонимов издательства Кадокава. В 50 томах. — Токио: Кадокава сётэн, 1987—1990.)